# Scardia anatomella
Scardia anatomella är en fjärilsart som beskrevs av Augustus Radcliffe Grote 1881. Scardia anatomella ingår i släktet Scardia och familjen äkta malar. Inga underarter finns listade.